# Josip Klemenčič (duhovnik)
Josip Klemenčič, slovenski duhovnik in skladatelj, * 18. september 1892, Dol pri Ljubljani, † 22. december 1969, Bokalce.

## Življenjepis
Klemenčič je obiskoval ljudsko šolo v Dolu pri Ljubljani, gimnazijo in teologijo pa v Ljubljani. V duhovnika je bil posvečen leta 1916 v Ljubljani. Kot kaplan je služil v Starem trgu pri Ložu in bil kasneje premeščen na Koroško Belo. Glasbe se je že kot dijak v višjih razredih gimnazije  učil pri S. Premrlu, pozneje pa se je še sam dodatno izpopolnjeval. Zložil je mnogo cerkvenih in drugih zborovskih pesemi ter eno latinsko mašo in več orgelskih skladb, med njimi tudi fuge. Klemenčičeve skladbe kažejo veliko nadarjenost, samoraslost, občutenost, pa tudi mojstrstvo v obliki in tehničnem oziru. Nekaj njegovih zborovskih skladb je bilo nagrajenih. 